# Верхняя Козлань
Верхняя Козлань — деревня в Касимовском районе Рязанской области. Входит в Савостьяновское сельское поселение. 
А

## География
Находится в северо-восточной части Рязанской области на расстоянии приблизительно 21 км на восток-северо-восток по прямой от районного центра города Касимов.

## История
В 1862 году здесь (тогда деревня Елатомского уезда Тамбовской губернии) было учтено 7 дворов.

## Население
Численность населения: 74 человека (1862 год), 49 (2014), 6 в 2002 году (русские 100 %), 4 в 2010.

## Достопримечательности
Часовня Параскевы Пятницы с купальней.